# The Paradine Case
The Paradine Case és una pel·lícula americana rodada el 1947, dirigida per Alfred Hitchcock i produïda per David O. Selznick. Es tracta d'un drama judicial situat a Anglaterra. El guió fou escrit per Selznick i Ben Hecht, sobre una adaptació d'Alma Reville i James Bridie de la novel·la de Robert Smythe Hichens. El film és protagonitzat per Gregory Peck, Ann Todd, Alida Valli, Charles Laughton, Charles Coburn, Ethel Barrymore i Louis Jourdan.

## Argument[1]
Maddalena Anna Paradine és una noia estrangera, bonica i enigmàtica, que viu a Londres i és acusada d'enverinar el seu marit, un militar retirat, vell i cec. En un principi no queda clar si és una dona agraïda i fidel, que ha estat falsament acusada, o si es tracta d'una “dona fatal”, calculadora i despietada.
Mrs. Paradine contracta Anthony Keane, un brillant advocat, que ha guanyat casos difícils, perquè la defensi en el judici. Encara que Keane fa onze anys que és feliçment casat, a l'instant se sent profundament enamorat d'aquesta exòtica, misteriosa i fascinant clienta. Gay, la seva bondadosa esposa, s'adona d'aquest enamorament, i encara que el seu marit vol deixar el cas, ella l'anima a continuar. Sap que un veredicte de culpabilitat, seguit de l'execució, significarà la pèrdua emocional del seu marit per sempre. L'única via per recuperar l'amor i la devoció del seu espòs és que ell obtingui un veredicte de no culpabilitat per a Mrs. Paradine.
Mentrestant, Keane comença a concentrar els seus esforços en Andre Latour, el misteriós criat del coronel Paradine. Conscientment o no, Keane veu en Latour el boc expiatori adequat per carregar-li el crim, però la seva estratègia és contraproduent. Després que Keane ha pressionat Latour en el judici, esperant provocar un atac d'ira, arriba la notícia que Latour s'ha suïcidat.
Anna Paradine està furiosa perquè Keane ha destruït Latour, que en realitat era el seu amant. Durant la seva declaració, diu a Kane que l'odia, i que ha matat l'única persona que ella estimava. Finalment confessa que va matar el seu marit per poder estar amb Latour.
Keane està aclaparat físicament, intel·lectualment i emotiva. Intentant exposar les seves conclusions, improvisa un breu i vacil·lant discurs, admetent que ha portat el cas malament, però no pot continuar parlant i ha d'abandonar la sala. Se’n va cap a casa, amb la seva muller, sentint que s'ha arruïnat professionalment, però ella li dona coratge per al futur.

## Repartiment
- Gregory Peck en el paper de l'advocat defensor Anthony (Tony) Keane
- Ann Todd, Gay Keane
- Alida Valli, Mrs. Maddalena Anna Paradine
- Charles Laughton, el jutge Lord Thomas Horfield
- Charles Coburn, Sir Simon Flaquer
- Joan Tetzel, Judy Flaquer, esposa de Simon Flaquer
- Ethel Barrymore, Lady Sophie Horfield
- Louis Jourdan, Andre Latour, el criat del coronel Paradine
- Leo G. Carroll, el fiscal Sir Joseph
- Isobel Elsom, l'hostaler

Notes sobre el càsting
- En un principi, Hitchcock havia pensat en Greta Garbo per interpretar el paper de Mrs. Maddalena Anna Paradine, però ella el va rebutjar després del càsting, i això va fer que Alida Valli debutés en el cinema americà. The Paradine Case  també va ser el debut en el cinema americà de Louis Jordan. Tots dos esperaven que la pel·lícula els donaria, als Estats Units, la fama que tenien a Itàlia i França, els seus països d'origen, cosa que no succeí.

## Producció
El 1933, David O. Selznick havia comprat els drets d'autor de la novel·la de Robert S. Hichens, abans de ser publicada, quan encara treballava per a la MGM, amb Greta Garbo. De fet, Garbo va inspirar Hichens per a la creació de Mrs. Paradine. Garbo va considerar fer la pel·lícula, però finalment ho refusà, ja que decidí retirar-se de la pantalla. Garbo també rebutjà el film I Remember Mama (Recordo la mama) més o menys al mateix temps, i se li atribueix haver dit "Ni assassines ni mames.”
Howard Estabrook fou escollit per escriure el guió de la pel·lícula, i es va anunciar que John Barrymore, Lionel Barrymore i Diana Wynyard en serien els protagonistes. MGM va presentar l'esborrany del guió al Hays Office, que advertí que probablement seria rebutjat, ja que Mrs. Paradine era culpable d'assassinat, d'adulteri i de perjuri, i després es va suïcidar. També va objectar que el jutge era presentat com un sàdic a qui agradava portar la gent a la forca. El 1942 es va presentar un altre projecte que fou aprovat, però no per gaires anys. Finalment, el 1946 es va presentar una altra versió, que va ser aprovada després d'eliminar el suïcidi de Mrs. Paradine.
El 1946 es va saber que Alfred Hitchcock volia dirigir la pel·lícula, i que Laurence Olivier interpretaria el paper de l'advocat, però Olivier tombà el projecte perquè estava preparant-se per al film Hamlet. Hitchcock també estava interessat en Ronald Colman, així com en Garbo (que encara no havia rebutjat l'oferta) o Ingrid Bergman per a representar Mrs. Paradine. D'altres actors en els quals s'havia pensat foren Maurice Evans, Joseph Cotten, Alan Marshal i James Mason per a Anthony Keane; Hedy Lamarr per a Mrs. Paradine; Claude Rains per a Lord Thomas Horfield i Robert Newton per a l'amant de Mrs. Paradine. Finalment, Hitchcock es decantà per Gregory Peck. Ann Todd va ser cedida per la Rank Organisation per interpretar el paper de la seva esposa, i Selznick escollí Alida Valli, considerada una de les millors promeses del cinema italià, per al rol de Mrs. Paradine.
The Paradine Case  fou la darrera pel·lícula que Hitchcock va fer sota el contracte de set anys amb Selznick: sembla que en aquell moment Hitchcock estava cansat d'aquest productor. En una entrevista amb François Truffaut, Hitchcock digué que ell i la seva esposa, Alma Reville, havien escrit junts el primer esborrany del guió abans de portar-lo a Escòcia, al dramaturg James Bridie, perquè el polís i reescrivís les noves escenes que s'havien de rodar, ja que Selznick no estava satisfet del resultat.
La pel·lícula es filmà entre el 19 de desembre de 1946 i el 7 de maig de 1947, amb noves preses fetes el novembre d'aquest darrer any. Va ser filmada en la seva totalitat als estudis de Selznick a Culver City, Califòrnia. Va ser la primera pel·lícula de Selznick en la seva carrera com a productor independent. Segons els informes, Selznick no va reparar en les despeses: el decorat de les escenes a la sala judicial era una rèplica exacta de la Old Bailey. Va ser fotografiada amb els corresponents permisos i construïda en 85 dies, amb un cost de 80.000 dòlars. Excepcionalment, el conjunt tenia sostre, per permetre angles baixos de la càmera.
Per a les seqüències del judici, Hitchcock va emprar una nova tècnica, fent servir quatre càmeres rodant simultàniament, cadascuna enfocant un dels actors principals de l'escena. Aquesta tècnica ja s'havia utilitzat abans, però filmant només el mateix subjecte. Això va implicar una elaborada coreografia dels moviments de la grua. Hitchcock s'atreví a fer llargues preses de deu minuts, i va portar l'experiència al límit en les dues pel·lícules posteriors, La soga (Rope) (1948) i Sota el signe de capricorn (Under Capricorn) (1949).
El cost total de la pel·lícula fou de 4.258.000 dòlars, gairebé com Allò que el vent s'endugué (Gone with the wind). Selznick va mantenir una estreta supervisió de la producció, interferint amb el procés de Hitchcock. Quan aquest insistí a rebre els 1.000 dòlars per dia que estipulava el contracte, Selznick es va encarregar ell mateix de la postproducció, supervisant l'acabament del film.
L'estrena mundial de The Paradine Case  va ser a Los Angeles, el 29 de desembre de 1947, simultàniament en dos teatres, situats l'un a prop de l'altre, en el mateix carrer, a Westwood, Califòrnia. A continuació es va estrenar a la ciutat de Nova York el 8 de gener de 1948. Inicialment, la pel·lícula tenia una durada de 132 minuts, a causa de l'edició de Selznick, ja que la versió de Hitchcock era de gairebé tres hores. Després de les primeres projeccions, Selznick tornà a retallar el film i el deixà en 114 minuts, que és la durada corrent de les versions en DVD. El 1980, una inundació destruí les cintes originals sense tallar, i és improbable que la restauració es fes amb aquella versió.
The Paradine Case  no va ser un èxit de taquilla: els ingressos a tot el món amb prou feines cobriren la meitat del cost de producció.
Gairebé en totes les seves pel·lícules, Hitchcock feia una petita aparició. En aquesta se’l veu esperant el tren a l'estació de Cumberland, portant un violoncel, aproximadament en el minut trenta-vuit.
Hitchcock va descriure The Paradine Case  com “...una història d'amor integrada en les arenes movedisses d'un judici per assassinat”.

## Opinions de la crítica
A Bosley Crowther, crític de cinema de The New York Times, li va agradar la pel·lícula, les interpretacions i la direcció de Hitchcock, i escrigué: “Amb tota l'habilitat en la presentació mercès a la qual ambdós senyors són famosos, David O.Selznick i Alfred Hitchcock han posat sobre la pantalla una polida peça d'entreteniment estàtic: el seu loquaç procés Paradine... Gregory Peck és impressionantment apassionat com el famós jove advocat de Londres que permet que el seu cor, cruelment capturat pel seu client, governi el seu cap. I Ann Todd, la mal·leable actriu anglesa, es mostra atractivament angoixada com la seva esposa. Alida Valli, importada d'Itàlia, fa de la gàbia de Mrs. Paradine una barreja de misteri, fascinació i voluptuositat, i Louis Jourdan, el nou xicot de París és elèctric, com el criat assetjat.”
Malgrat les variades opinions que la pel·lícula va siscitar, la majoria dels crítics van remarcar les bones actuacions d'Ann Todd i Joan Tetzel.

## Premis i honors
El 1947, Ethel Barrymore va ser nominada per a l'Òscar com a millor actriu secundària per la interpretació de Lady Sophie Horfield, però va ser derrotada per Celeste Holm, amb la pel·lícula Acord de cavallers (Gentleman's Agreement).

## Adaptacions
Lux Radio Theatre va fer-ne una adaptació radiofònica el 9 de maig de maig de 1949, protagonitzada per Joseph Cotten i amb Alida Valli i Louis Jourdan que reprenien els seus rols.